# Aspergillus
Aspergillus és un gènere de fongs ascomicots de l'ordre dels eurotials (Eurotiales) que inclou 453 especies, principalment floridures que es troba arreu.  Els fongs inclosos en aquest gènere són filamentosos formats per una xarxa d'hifes, cadascuna formada per una filera de cèl·lules allargades envoltades per una paret; un tipus d'organització molt diferent als llevats, que estan formats per una sola cèl·lula arrodonida. Els hàbitats naturals de les espècies d’Aspergillus són ambients humits, oxigenats i amb una temperatura determinada, i malmetre aliments. Moltes espècies són patògenes oportunistes pels humans.

## Història
El 1729 el gènere Aspergillus va ser catalogat per primera vegada pel botànic italià Pier Antonio Micheli. Micheli va fer servir el nom Aspergillum per assemblar-se el fong a l'asperges un instrument usat per dispersar aigua beneïda. La descripció feta per Micheli d'aquest gènere de fong en la seva obra Nova plantarum genera té importància històrica, en ser reconeguda com el punt inicial de la ciència de la micologia.

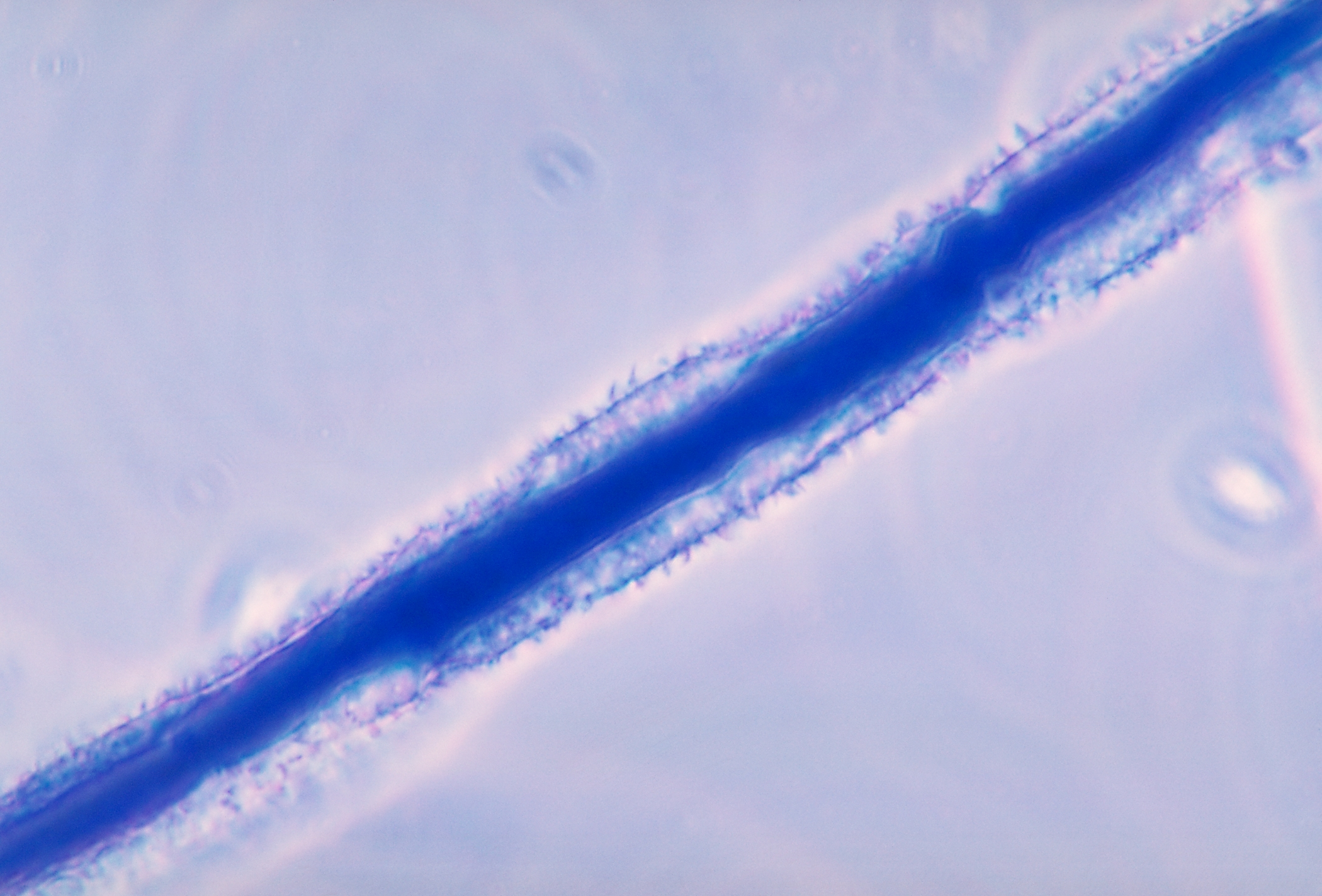
Mitospora de Aspergillus flavus.

## Malalties
Els membres d’Aspergillus són fongs oportunistes i uns dels gèrmens que afecten a persones amb dèficits immunitaris primaris o adquirits. Entre les patologies més freqüents provocades per ells es troben: 
- Aspergil·losi pulmonar invasiva. Especialment greu en malalts immunodeficients o afectes d'una pneumopatia crònica.[6] Fou descrita per primera vegada l'any 1953. La seva incidència s'ha incrementat molt amb la generalització dels agents quimioteràpics i immunosupressors. El seu índex de mortalitat gairebé és del 50% quan afecta a pacients neutropènics i encara pot ser superior en receptors de trasplantament de cèl·lules mare hematopoètiques amb altres problemes pulmonars de base.[7] No és rar que, en individus sense alteracions immunològiques, aparegui en el context d'una pneumònia per aspiració d'aigua estancada després d'un quasi ofegament accidental.[8] En certs casos la infecció pulmonar es pot estendre, per contigüitat, al mediastí i afectar molt seriosament les estructures allotjades en el seu interior.[9] De vegades, inclús en persones sense problemes immunitaris, el fong forma masses mediastíniques que comprimeixen el cor i provoquen la mort per tamponament cardíac.[10]
- Onicomicosi. Es veu sovint en diabètics i agricultors que treballen la terra i/o toquen els vegetals amb les mans. A banda de les espècies d'Aspergillus més freqüents, aquesta patologia de les ungles pot ser causada per una gran varietat de fongs del gènere poc coneguts i que ocasionen coloracions unguials molt peculiars, predominantment a les ungles dels peus.[11] El tractament d'aquestes infeccions consisteix en una combinació d'antifúngics tòpics i orals,[12] com ara la terbinafina[13] i l'itraconazole.[14]
- Otomicosi. Afecta principalment a l'orella externa. A. niger és el fong filamentós predominant en aquest tipus d'infecció, probablement per la seva capacitat de produir una gran quantitat de conidis; encara que l'espècie causal pot variar segons quina sigui la zona geogràfica en particular.[15]
- Sinusitis al·lèrgica. Amb freqüència acompanya a una aspergil·losi broncopulmonar per hipersensibilitat.[16][17] La majoria de vegades apareix als sins etmoïdals o maxil·lars i no és rar que s'estengui a l'òrbita i la fossa anterior cranial.[18]
- Endocarditis. Són rares en persones sense immunodeficiència o no addictes a drogues per via parenteral. Es poden desenvolupar en malalts sotmesos a cirurgia cardíaca i sovint tenen un curs insidiós.[19]
- Pneumonitis per hipersensibilitat. Acostumen a presentar-se en treballadors de la indústria alimentària.[20] A. oryzae s'utilitza en l'elaboració de la salsa de soia i del sake, a banda d'altres productes emprats en la cuina oriental, de forma que bona part de dites reaccions pulmonars les pateixen persones que manipulen aquesta espècie de fong.[21]
- Aspergil·lomes i abscessos micòtics. L'aspergil·loma i l'aspergil·losi al·lèrgica coexisteixen amb certa freqüència. Ocasionalment, en els aspergil·lomes es formen dipòsits d'oxalat de calci que originen una forta resposta inflamatòria.[22] Els abscessos per Aspergillus són difícils de tractar, especialment els cerebrals. Aquests fongs tenen un marcat tropisme vascular i solen provocar complicacions trombòtiques.[23]

A. fumigatus, A. parasiticus i A. flavus són espècies que produeixen unes aflatoxines verinoses i carcinogèniques. L'hepatotoxicitat d'aquestes substàncies és alta i s'associa amb el desenvolupament d'hepatocarcinomes, sobre tot a zones on existeix un important nivell d'exposició dietètica i entre les persones afectes d'hepatitis víriques cròniques. Una nova espècie descoberta a Costa d'Ivori, Aspergillus korhogoensis, també te la capacitat de generar aflatoxines dels grups B i G. Aspergillus bombycis és una floridura aflatoxigènica no patògena per humans o animals; però, com altres fongs pertanyents al mateix gènere, infecta els cucs de seda. Aspergillus ochraceus secreta dues micotoxines, l'ocratoxina A i la citrinina. Els efectes de la interacció entre aquestes substàncies són fortament lesius per les cèl·lules renals i poden provocar una nefropatia.
És relativament freqüent confondre una infecció per alguns membres del gènere Aspergillus amb les més comunes infeccions bacterianes, així com hi pot haver una infecció simultània pels dos tipus de microorganismes. A. fumigatus pot provocar rinosinusitis invasives fúngiques agudes, una patologia que afecta a un ~2% dels malalts immunocompromesos -en especial als que pateixen malalties hematològiques- i que freqüentment té un curs funest. S'ha descrit la presència en un mateix malalt de coinfecció per A. fumigatus i altres fongs del mateix gènere, com ara Aspergillus citrinoterreus. Aspergillus arachidicola és també una espècie aflatoxigènica, que afecta el cacauet argentí (Arachis glabrata), la nou del Brasil i el blat de moro. Ha estat aïllada en mostres d'esput, si bé no es considera un patogen especialment perillós pel que fa a la salut humana. Una espècie similar a aquesta és A. minisclerotigenes, la qual secreta a més calmodulina (una proteïna que regula nombroses funcions cel·lulars en diversos processos fisiològics i patofisiològics). A. tamarii es veu eventualment en aspergil·losis cutànies primàries, presentant un aspecte força similar al que té un eritema nodós per malaltia de Hansen, i s'han descrit casos de queratitis derivats de la contaminació de lents de contacte per aquest fong. Altres fongs poc habituals del gènere causants de queratitis micòtica són A. nomius i A. pseudotamarii. A. ustus afecta poques vegades als humans, si bé és considerat un patogen emergent en individus sotmesos a trasplantaments.
Aspergillus nidulans és un fong sapròfit molt comú al sòl i de distribució mundial. Pot ser l'origen de pneumònies, osteomielitis, abscessos cutanis (sobretot en malalts amb processos granulomatosos crònics) i micetomes als peus. A. nidulans és homotàl·lic (té estructures reproductores masculines i femenines en el mateix tal·lus que li permeten l'autofertilització i la formació d'esporocarps) i una de les poques espècies del gènere capaç de crear espores sexuals per mitjà d'un procés de meiosi, fets que faciliten el creuament de diferents soques en un laboratori. Per això, té moltes aplicacions en l'estudi de la biologia de les cèl·lules eucariotes. D'ell s'obté l'anidulafungina (un fàrmac antifúngic emprat sobretot per tractar les candidiasis invasives) i s'extreuen policètids d'interès químico-sanitari.
Aspergillus versicolor és també sapròfit i pot provocar infeccions humanes i animals. Creix amb molta facilitat als murs dels edificis i sintetitza una micotoxina singular potencialment cancerígena, l'esterigmatocistina.
Aspergillus frankstonensis fou descobert a mostres ambientals d'una reserva natural d'Austràlia i, ara per ara, es desconeix si té capacitat patogènica o no.
Aspergillus lentulus és un fong filamentós emparentat amb A. fumigatus i responsable d'alguns casos d'aspergil·losi pulmonar.
Aspergillus acidus forma part del procés de fermentació de certes varietats de te (el més conegut és el te vermell xinés Pu'er) i han estat descrites molt poques aspergil·losis humanes causades per aquest tipus de fong negre.
Aspergillus sojae, una altra floridura del gènere emprada com a iniciadora de la fermentació en la indústria alimentària, té molts trets morfològics semblants als de A. parasiticus i un mateix origen filogenètic. A. sojae, però, no s'aïlla al sòl i no secreta cap aflatoxina.

## Risc
Les nombroses espècies d'Aspergillus poques vegades causen malalties en individus immunocompetents. Quan ho fan, existeixen diversos factors de risc o certes circumstàncies que possibiliten la infecció. Per exemple, les colonitzacions òtiques sorgeixen en cas de: 
- Alt grau d'humitat a la zona.
- Neteja excessiva del cerumen de les orelles.
- Hàbit d'introduir materials en l'oïda.
- Utilització d'equips que cobreixen l'oïda (audiòfons, taps d'insonorització, aparells auditius, etc.).

## Tractament
- Neteja i desbridament de l'oïda
- Tractament antimicòtic (gotes)
- Transposició de cerumen en casos resistents.[52]
- Antiinflamatoris no esteroidals (els esteroides s'han d'usar amb molta cautela, ja que poden ocasionar empitjorament del quadre per immunosupressió localitzada).

## Estructura
La morfologia estructural microscòpica d’Aspergillus és única. Tenen hifes septades i conidiòfores que tenen el cap localitzat a un extrem; el qual està compost per una vesícula envoltada per una corona de fiàlides (cèl·lules conidiogèniques que produeixen conidis blàstics de manera basipetal) en forma d'ampolla directament inserides sobre la vesícula. De les fiàlides es desprenen les espores (conidis). Altres estructures es troben en certes espècies i no en altres, per exemple, les cèl·lules d'Hülle de l'ascocarp.